# Abruzzo vasútállomásainak listája

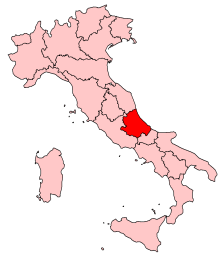
Abruzzo elhelyezkedése Olaszországban

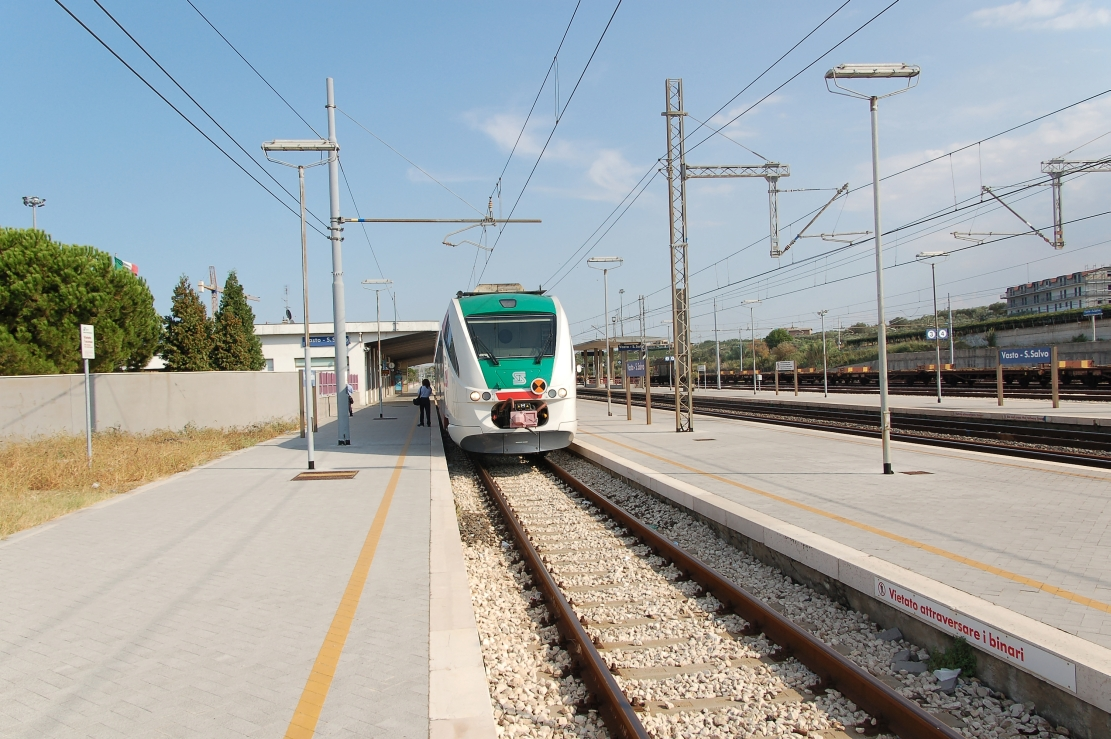
Stazione di Vasto-San Salvo

Ez a lista Abruzzo vasútállomásait sorolja fel ábécé sorrendben.

## A lista
| Állomás neve                                     | Cím                                                          | Közigazgatási egység      | Megye | Hálózat       | Kategória |
| ------------------------------------------------ | ------------------------------------------------------------ | ------------------------- | ----- | ------------- | --------- |
| Stazione di Acciano                              | Via Italia                                                   | Acciano                   | AQ    | RFI           | bronz     |
| Stazione di Aielli                               | Via Risorgimento                                             | Aielli                    | AQ    | RFI           | bronz     |
| Stazione di Alanno                               | Via San Emidio, 246                                          | Alanno                    | PE    | RFI           | bronz     |
| Stazione di Alba Adriatica-Nereto-Controguerra   | Via Regina Margherita, 11                                    | Alba Adriatica            | TE    | RFI           | bronz     |
| Stazione di Anversa-Villalago-Scanno             | Via della stazione                                           | Anversa                   | AQ    | RFI           | bronz     |
| Stazione di Avezzano                             | Piazza Matteotti                                             | Avezzano                  | AQ    | RFI           | ezüst     |
| Stazione di Balsorano                            | Via della stazione                                           | Balsorano                 | AQ    | RFI           | bronz     |
| Stazione di Beffi                                | Strada Prov. n° 47 - loc. Stazione FS                        | Beffi                     | AQ    | RFI           | bronz     |
| Stazione di Bellante-Ripattone                   | Via Togliatti, 8                                             | Bellante                  | TE    | RFI           | bronz     |
| Stazione di Bugnara                              | Via Roma                                                     | Bugnara                   | AQ    | RFI           | bronz     |
| Stazione di Bussi                                | Viale della Stazione, 1                                      | Bussi                     | PE    | RFI           | bronz     |
| Stazione di Canistro                             | Via Roma                                                     | Canistro                  | AQ    | RFI           | bronz     |
| Stazione di Capistrello                          | Via dei Martiri                                              | Capistrello               | AQ    | RFI           | ezüst     |
| Stazione di Carrito Ortona                       | Via della stazione                                           | Ortona dei Marsi          | AQ    | RFI           | bronz     |
| Stazione di Carsoli                              | Piazza A. Moro                                               | Carsoli                   | AQ    | RFI           | ezüst     |
| Stazione di Casalbordino-Pollutri                | Piazza Cibotti, 1                                            | Casalbordino              | CH    | RFI           | bronz     |
| Stazione di Castellalto-Canzano                  | Via della Stazione, 7                                        | Castellalto               | TE    | RFI           | bronz     |
| Stazione di Celano-Ovindoli                      | Via della stazione                                           | Celano                    | AQ    | RFI           | bronz     |
| Stazione di Cerchio                              | Piazza degli Alpini                                          | Cerchio                   | AQ    | RFI           | bronz     |
| Stazione di Chieti                               | Piazza Marconi, 38                                           | Chieti                    | CH    | Centostazioni | ezüst     |
| Stazione di Civita d'Antino-Morino               | Piazza Vittorio Emanuele                                     | Civita D'Antino           | AQ    | RFI           | bronz     |
| Stazione di Civitella Roveto                     | Piazza della stazione                                        | Civitella Roveto          | AQ    | RFI           | ezüst     |
| Stazione di Cocullo                              | Via degli Emigranti, 1                                       | Cocullo                   | AQ    | RFI           | bronz     |
| Stazione di Collarmele                           | Via della stazione                                           | Collarmele                | AQ    | RFI           | bronz     |
| Stazione di Colli di Monte Bove                  | Via della stazione                                           | Carsoli                   | AQ    | RFI           | bronz     |
| Stazione di Cupone                               | Località Cupone                                              | Capistrello               | AQ    | RFI           | bronz     |
| Stazione di Fagnano-Campana                      | Strada Prov. n° 44 - loc. Stazione FerroViaria di Fagnano    | Fagnano                   | AQ    | RFI           | bronz     |
| Stazione di Fontecchio                           | Strada Prov. n° 45 - loc. Stazione FerroViaria di Fontecchio | Fontecchio                | AQ    | RFI           | bronz     |
| Stazione di Fossacesia-Torino di Sangro          | S.S. 16 Adriatica                                            | Fossacesia                | CH    | RFI           | bronz     |
| Stazione di Francavilla al Mare                  | Piazza Benedetto Croce, 1                                    | Francavilla al Mare       | CH    | RFI           | bronz     |
| Stazione di Giulianova                           | Piazza Roma, 20                                              | Giulianova                | TE    | RFI           | ezüst     |
| Stazione di Goriano Sicoli                       | Via Paolucci, 1                                              | Goriano Sicoli            | AQ    | RFI           | bronz     |
| Stazione dell'Aquila                             | Piazzale Caduti 8 Dicembre '43 n° 15                         | L’Aquila                  | AQ    | Centostazioni | ezüst     |
| Stazione di Manoppello                           | Via Stazione FS, 24                                          | Manoppello                | PE    | RFI           | bronz     |
| Stazione di Molina-Castelvecchio Subequo         | Via Stazione FS, 2                                           | Molina Aterno             | AQ    | RFI           | bronz     |
| Stazione di Montesilvano                         | Piazza A. Beni                                               | Montesilvano              | PE    | RFI           | ezüst     |
| Stazione di Morrea-Castronovo-Rendinara          | Starda prov. per Castronovo                                  | San Vincenzo Valle Roveto | AQ    | RFI           | bronz     |
| Stazione di Mosciano Sant'Angelo                 | Via della Stazione FS                                        | Mosciano Sant’Angelo      | TE    | RFI           | bronz     |
| Stazione di Notaresco                            | Contrada Selvapiana - Via Nazionale per Teramo               | Teramo                    | TE    | RFI           | bronz     |
| Stazione di Oricola-Pereto                       | Via della stazione                                           | Oricola                   | AQ    | RFI           | bronz     |
| Stazione di Ortona                               | Via della Marina, 100                                        | Ortona                    | CH    | RFI           | bronz     |
| Stazione di Paganica                             | S.S. 17 Zona Ind. di Bazzano Paganica Scalo                  | L’Aquila                  | AQ    | RFI           | bronz     |
| Stazione di Pescara                              | Via Ferrari, 1                                               | Pescara                   | PE    | Centostazioni | arany     |
| Stazione di Pescara Porta Nuova                  | Piazza Vittorio Colonna, 1                                   | Pescara                   | PE    | RFI           | ezüst     |
| Stazione di Pescara San Marco                    | Via Po                                                       | Pescara S. Marco          | PE    | RFI           | bronz     |
| Stazione di Pescara Tribunale                    | Via Adige                                                    | Pescara Tribunali         | PE    | RFI           | bronz     |
| Stazione di Pescina                              | Via della stazione                                           | Pescina                   | AQ    | RFI           | bronz     |
| Stazione di Pescocanale                          | Via Rialza                                                   | Capistrello               | AQ    | RFI           | bronz     |
| Stazione di Piano d'Orta Bolognano               | Via Tiburtina                                                | Piano d’Orta Bolognano    | PE    | RFI           | bronz     |
| Stazione di Pineto-Atri                          | Piazza G. Marconi, 12                                        | Pineto-Atri               | TE    | RFI           | ezüst     |
| Stazione di Popoli-Vittorito                     | Via Bruno Buozzi, 106                                        | Popoli                    | PE    | RFI           | bronz     |
| Stazione di Porto di Vasto                       | Contrada Lebba - Via della Stazione, 40                      | Porto di Vasto            | CH    | RFI           | bronz     |
| Stazione di Pratola Peligna Superiore            | Via Antonio De Nino, 1                                       | Pratola Peligna           | AQ    | RFI           | bronz     |
| Stazione di Pratola Peligna Superiore            | Via per Prezza                                               | Pratola Peligna           | AQ    | RFI           | bronz     |
| Stazione di Prezza                               | Via Gioannucci                                               | Prezza                    | AQ    | RFI           | bronz     |
| Stazione di Raiano                               | Via Stazione                                                 | Raiano                    | AQ    | RFI           | bronz     |
| Stazione di Ridotti-Collepiano                   | Località Perielio                                            | Balsorano                 | AQ    | RFI           | bronz     |
| Stazione di Roccavivi                            | Strada di collegamento SS82                                  | San Vincenzo Valle Roveto | AQ    | RFI           | bronz     |
| Stazione di Roseto degli Abruzzi                 | Piazza della Libertà, 21                                     | Roseto degli Abruzzi      | TE    | RFI           | ezüst     |
| Stazione di San Demetrio de' Vestini             | S.S. 261 - loc. Stazione FS                                  | S.Demetrio de' Vestini    | AQ    | RFI           | bronz     |
| Stazione di San Vincenzo Valle Roveto            | Viale della stazione                                         | San Vincenzo Valle Roveto | AQ    | RFI           | bronz     |
| Stazione di San Vito-Lanciano                    | Pizza della Stazione, 1                                      | S.Vito Lanciano           | CH    | RFI           | bronz     |
| Stazione di Sante Marie                          | Via della stazione                                           | Sante Marie               | AQ    | RFI           | bronz     |
| Stazione di Sassa-Tornimparte                    | S.S. 17 - loc. Sassa Scalo                                   | L’Aquila                  | AQ    | RFI           | bronz     |
| Stazione di Scafa-San Valentino-Caramanico Terme | Piazza Matteotti, 5                                          | Scafa                     | PE    | RFI           | ezüst     |
| Stazione di Scerne di Pineto                     | Statale Adriatica N°16                                       | Scerne di Pineto          | TE    | RFI           | bronz     |
| Stazione di Scurcola Marsicana                   | Via della stazione                                           | Scurcola Marsicana        | AQ    | RFI           | bronz     |
| Stazione di Sella di Corno                       | Via Roma - loc. Sella di Corno                               | Sella di Corno            | AQ    | RFI           | bronz     |
| Stazione di Silvi                                | Via Roma, 221                                                | Silvi                     | TE    | RFI           | ezüst     |
| Stazione di Sulmona                              | Piazza Vittime Civili di Guerra, 1                           | Sulmona                   | AQ    | RFI           | ezüst     |
| Stazione di Tagliacozzo                          | Piazza D. Alighieri, 1                                       | Tagliacozzo               | AQ    | RFI           | ezüst     |
| Stazione di Teramo                               | Viale Crispi, 28                                             | Teramo                    | TE    | RFI           | ezüst     |
| Stazione di Tione degli Abruzzi                  | Strada Prov. n°46 - loc. Stazione FerroViaria di Tione       | Tione degli Abruzzi       | AQ    | RFI           | bronz     |
| Stazione di Tocco-Castiglione                    | Via della Stazione                                           | Tocco                     | PE    | RFI           | bronz     |
| Stazione di Tollo-Canosa Sannita                 | S.S. 16 Adriatica                                            | Tollo                     | CH    | RFI           | bronz     |
| Stazione di Torre dei Passeri                    | Viale della Repubblica, 9                                    | Torre dei Passeri         | PE    | RFI           | ezüst     |
| Stazione di Tortoreto Lido                       | Via Carducci                                                 | Tortoreto Lido            | TE    | RFI           | bronz     |
| Stazione di Vasto-San Salvo                      | Contrada San Tommaso, 1                                      | Vasto S.Salvo             | CH    | RFI           | ezüst     |
| Stazione di Villa San Sebastiano                 | Viale stazione                                               | Tagliacozzo               | AQ    | RFI           | bronz     |